# Sojuz MS-09
Sojuz MS-09 byla ruská kosmická loď řady Sojuz. Start proběhl 6. června 2018 11:12 UTC kdy ji vynesla nosná raketa Sojuz-FG z kosmodromu Bajkonur k Mezinárodní vesmírné stanici (ISS), kam dopravila tři členy Expedice 56. Sloužila na ISS jako záchranná loď až do 20. prosince 2018, kdy se s ní stejná trojice kosmonautů vrátila na Zem.

## Posádka
Hlavní posádka:

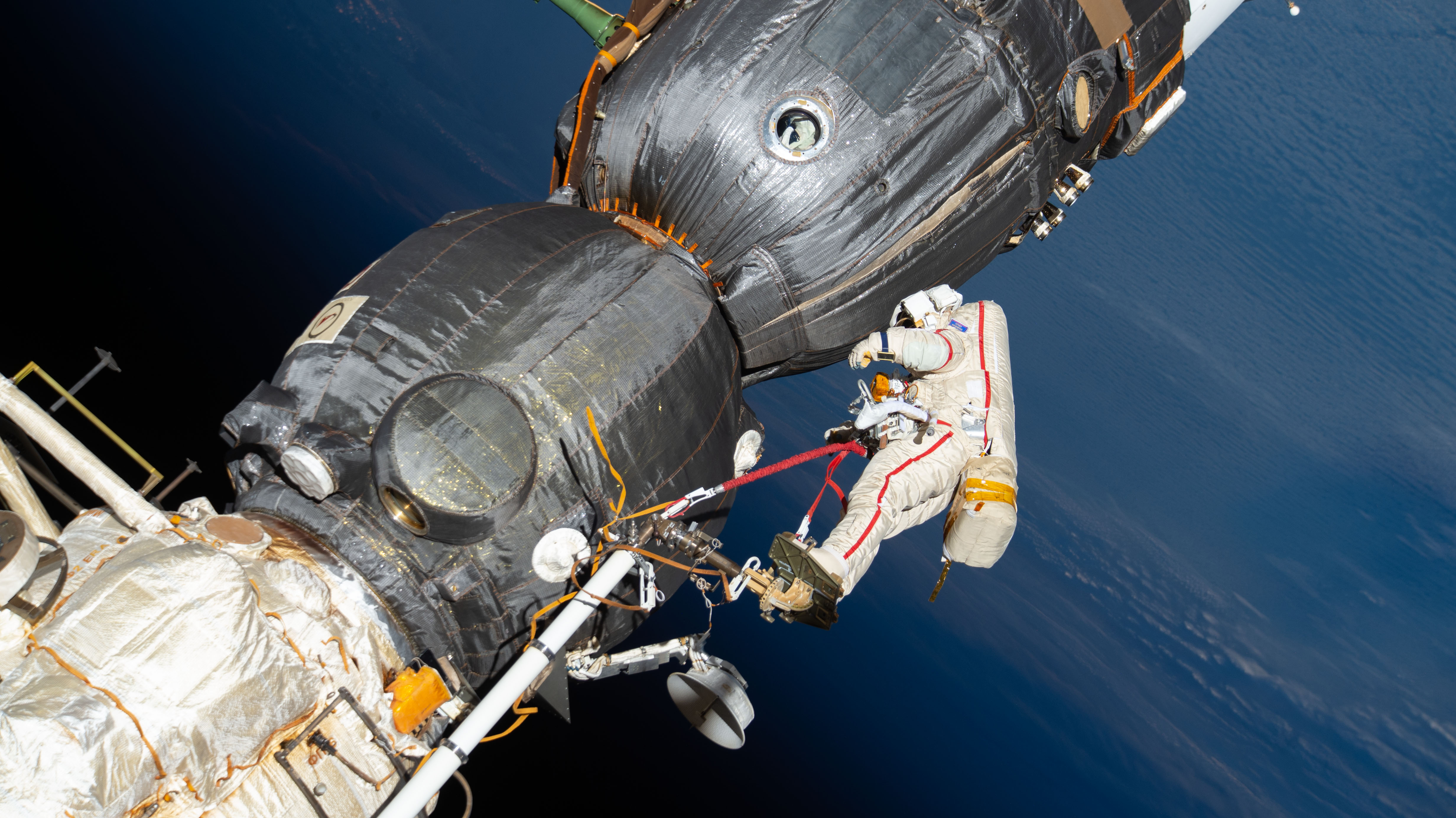
Oleg Kononěnko u vnějšího trupu lodi, stojící na ruské robotické ruce Strela

- Sergej V. Prokopjev (1), velitel, Roskosmos
- Serena Auñónová (1), palubní inženýr, NASA
- Alexander Gerst (2), palubní inženýr, ESA

V závorkách je uveden dosavadní počet letů do vesmíru včetně této mise.
Záložní posádka:
- Oleg Kononěnko velitel, Roskosmos
- Anne McClain palubní inženýr, NASA
- David Saint-Jacques palubní inženýr, CSA

## Únik vzduchu
Koncem srpna 2018 došlo ke zjištění malého úniku vzduchu z ISS. Jako zdroj úniku byla brzy odhalena asi 2mm dírka v orbitálním modulu Sojuzu MS-09. Bylo potvrzeno, že nešlo o zásah mikrometeoritem, ale dírka byla navrtána. Ruští členové posádky nejprve použili kaptonovou lepicí pásku k dočasnému utěsnění úniku, poté byla vytvořena trvalá oprava pomocí sady založené na epoxidovém tmelu. Objevily se spekulace o chybě při výrobě, i o údajné sabotáži americkou částí posádky ISS.
Prostor lodi shořel během sestupu na Zemi. Místa incidentu však byla detailně vyfotografována a byly odebrány vzorky, které se použily při vyšetřování. V říjnu 2018 zvláštní vyšetřovací komise Roskosmosu dospěla k závěru, že incident nebyl způsoben výrobní vadou. Komise zjistila, že trup byl provrtán zevnitř a pak nedbale zalepen. V září 2019 šéf Roskosmosu Dmitrij Rogozin prohlásil, že ví jistě co se stalo, ovšem agentura si tyto informace ponechá v tajnosti.